# Хомосексуална паника
Хомосексуална паника је стање тешког поремећаја које се односи на страх појединца да га други перципирају као хомосексуалца или да га заводи особа истог пола. Понекада се испољава као иницијални симптом схизофреније параноидног типа или као манифестација латентне хомосексуалности.